# 市場クロガネは稼ぎたい
『市場クロガネは稼ぎたい』（いちばクロガネはかせぎたい）は、梧桐柾木による日本の少年漫画。経済を題材としており、1人の御曹司が、金を稼ぐほど評価されるという学校を舞台に活躍する姿を描く。
『クラブサンデー』（小学館）で2012年から連載を開始し、2013年からは『裏サンデー』（小学館）でもアンコール連載という形で第1話から連載を開始した。その後、2014年から『裏サンデー』に移籍し、2016年まで連載された。全94話。

## あらすじ
本作の主人公・市場クロガネは、ある日、学円園学園という学校に入学する。この学校は「いくら稼いだか」が評価される学校であり、クロガネも自分の力で稼ぐことを目指すが、入学早々、多額の借金を負ってしまう。しかし、クロガネは校内の人材をマッチングさせることで稼ぐことを思いつく。
クロガネが入学した時点で、学円園学園の生徒会は生徒会長・朝政ハガネが1人で業務を担っていたが、クロガネは新しい生徒会役員として、エルザ・スチュアート、イアラ・ミタル、クーロン・リューの3名を就任させるなど実績を上げ、彼が立ち上げた人材派遣を目的とする部活動・「神の左目」も順調に顧客を増やしていく。しかし、「神の左目」の躍進に目をつけた学園屈指の資産家・覇我カズトが新しく部活動を立ち上げ、「神の左目」を潰して、学園における人材派遣業を独占しようと目論む。これに対し、クロガネは「神の左目」を上場させることで窮地を脱し、その後、借金を完済する。
一方で、校内ではハガネの失脚を目論む組織・地下生徒会が暗躍していた。その会長を務める主導シロガネは、夜景ナマリという生徒を使い、文化祭でハガネに対するデモを起こす。デモは鎮圧されるが、シロガネはその裏で同志とともに校内の有力な部活動の買収を進め、生徒会長の解任権を有する議会を支配下に置くことに成功する。こうしてシロガネはハガネを失脚させ、後任の生徒会長として、自身の同志の1人、キース・久我山を擁立する。また、生徒会長を解任されたハガネも再び生徒会長に立候補し、2人の候補者による生徒会長選挙が行われることとなる。
選挙戦序盤、ハガネ陣営は覇我から選挙資金を得ることに成功するが、キース陣営も校内一の投資家、ベン・グレアムを味方に引き入れることに成功する。その後、部活動関係者の票はほぼ互角となり、両陣営は委員会関係者の票を得るため、その長である委員長たちの支持を取り付けようと画策する。そんな折、校内で放送されるテレビ番組の企画でイアラとベンが対決することになり、その番組を見ていた委員長の1人がハガネ支持に傾くも、校外の人脈を駆使したシロガネの策により、キース支持を表明することを余儀なくされるという事件が起きる。これを受けてハガネはクロガネに協力を依頼し、クロガネは校外からの選挙介入を阻止することに成功するが、両陣営の働きかけの結果、委員会関係者の票もほぼ互角という状況になる。
選挙戦終盤、クロガネは校内のテレビ討論会に出演し、自身の経験を踏まえてハガネへの支持を表明、キース支持層を一部切り崩すことに成功する。そして生徒会長選挙は僅差でハガネの勝利に終わり、シロガネはナマリとともに学校を去る。その後、新年度を迎えた学円園学園で、クロガネが1人の新入生を「神の左目」に勧誘するところで物語は終わる。

## 登場人物
市場 クロガネ（いちば クロガネ）
本作の主人公。作中世界で有数の規模を誇る財閥・市場財閥の御曹司で、左の瞳のみ金色というオッドアイの少年。両目を開いて集中することで、見た人間の能力や精神状態などを見抜くことができる。学円園学園に入学後、自身の能力を活かして、第一人材派遣部「神の左目」を創設する。
朝政 ハガネ（あさまつり ハガネ）
本作のヒロイン。学円園学園で生徒会長を務める女子生徒。学円園学園の校訓である「成果に値する対価を」という考えを重んじている。
生徒会長に就任する前は第一新聞部の部長を務めていたが、当時の学円園学園の荒廃ぶりを見かねて生徒会長となり、数々の改革を行って校内の景気を回復させた実績を持つ。
エルザ・スチュアート
学円園学園の女子生徒。初登場時点では第一新聞部の副部長を務めていたが、後に生徒会に加わり、副会長に就任する。明朗な性格で社交性が高く、かつ高い情報収集能力を持つ。ハガネは第一新聞部時代の先輩にあたり、彼女のことを尊敬している。
イアラ・ミタル
学円園学園の女子生徒。株式投資を得意としており、「投資の妖精」の二つ名を持つ。自身が投資で大金を得たことで両親が堕落してしまった過去を持ち、一時株取引を忌避していたが、クロガネとの出会いをきっかけにトラウマを克服し、生徒会の会計に就任する。
クーロン・リュー
学円園学園の男子生徒。校内の生徒から「学円園一の不良」と恐れられているが、その実、正義感が強い。また、学円園学園の校則にも精通している。
自分の育ての親が金を得るために悪事に手を染めてしまったという過去を持ち、登場当初は金儲けに対して否定的だったが、クロガネとの出会いをきっかけに考えを変え、生徒会の書記に就任する。
覇我 カズト（はが カズト）
学円園学園の男子生徒。校内第4位の資産家であり、その資本力や人脈を駆使して他の部活動から校内の産業のシェアを奪い、半ば独占状態にすることから「荒らし屋」の異名を持つ。人材派遣業の独占を狙ってクロガネと争い、互いに認め合うライバルとなる。
ベン・グレアム
学円園学園の男子生徒。校内一の投資家であり、校内第2位の資産家。
豪放磊落な性格で、楽しさや面白さを重んじる。学円園学園を居心地が良いと気に入っており、留年を繰り返した結果、「教授」の二つ名で呼ばれるようになる。
主導 シロガネ（すどう シロガネ）
学円園学園の男子生徒。第一放送部の部長を務めるが、地下生徒会の会長という裏の顔も持つ。右の瞳のみ銀色というオッドアイで、クロガネと同等の能力を有する。
市場財閥と同等の影響力を有する財閥・帝財閥の御曹司であるが、ナマリとの出会いをきっかけに、世界中にベーシックインカムを根付かせることで彼女のような人間を救おうと考えるようになる。
キース・久我山（キース・くがやま）
学円園学園の男子生徒。第一不動産部の部長であり、校内一の資産家。シロガネとは学円園学園に入学する前からの知り合いであり、彼に心酔している。
夜景 ナマリ（やけい ナマリ）
学円園学園の女子生徒で、シロガネの従妹。小さいころ、親からの虐待と同級生によるいじめに遭い、心を壊してしまう。そのため、自分の意思を持たず、他者に命令されるままに行動する。

## 登場用語
学円園学園（がくえんぞのがくえん）
本作の舞台である私立学校。「成果に値する対価を」という校訓を掲げており、生徒が稼いだ金額がそのまま生徒の評価となる。校内に存在する部活動は現実世界の民間企業、委員会は公的機関に相当する。また、立法機関として議会が設置されており、校内で特に有力な12の部活動の部長が議員を務める。

## 書誌情報
- 梧桐柾木 『市場クロガネは稼ぎたい』 小学館〈少年サンデーコミックス→裏少年サンデーコミックス〉、全13巻
  1. 2012年9月23日初版第1刷発行（2012年9月18日発売[小 1]）、ISBN 978-4-09-123865-8
  2. 2013年2月23日初版第1刷発行（2013年2月18日発売[小 2]）、ISBN 978-4-09-124191-7
  3. 2013年6月23日初版第1刷発行（2013年6月18日発売[小 3]）、ISBN 978-4-09-124320-1
  4. 2013年11月23日初版第1刷発行（2013年11月18日発売[小 4]）、ISBN 978-4-09-124502-1
  5. 2014年4月23日初版第1刷発行（2014年4月18日発売[小 5]）、ISBN 978-4-09-124624-0
  6. 2014年9月23日初版第1刷発行（2014年9月18日発売[小 6]）、ISBN 978-4-09-125106-0
  7. 2015年3月23日初版第1刷発行（2015年3月18日発売[小 7]）、ISBN 978-4-09-126026-0
  8. 2015年7月22日初版第1刷発行（2015年7月17日発売[小 8]）、ISBN 978-4-09-126260-8
  9. 2015年10月21日初版第1刷発行（2015年10月16日発売[小 9]）、ISBN 978-4-09-126480-0
  10. 2016年1月23日初版第1刷発行（2016年1月18日発売[小 10]）、ISBN 978-4-09-127015-3
  11. 2016年7月20日初版第1刷発行（2016年7月15日発売[小 11]）、ISBN 978-4-09-127362-8
  12. 2016年10月23日初版第1刷発行（2016年10月18日発売[小 12]）、ISBN 978-4-09-127394-9
  13. 2016年11月23日初版第1刷発行（2016年11月18日発売[小 13]）、ISBN 978-4-09-127442-7

### 小学館公式サイト
以下の出典は『小学館公式サイト』内のページ。書誌情報の発売日の出典としている。
1. ↑  “市場クロガネは稼ぎたい 1”. 2018年1月10日閲覧。
2. ↑  “市場クロガネは稼ぎたい 2”. 2018年1月10日閲覧。
3. ↑  “市場クロガネは稼ぎたい 3”. 2018年1月10日閲覧。
4. ↑  “市場クロガネは稼ぎたい 4”. 2018年1月10日閲覧。
5. ↑  “市場クロガネは稼ぎたい 5”. 2018年1月10日閲覧。
6. ↑  “市場クロガネは稼ぎたい 6”. 2018年1月10日閲覧。
7. ↑  “市場クロガネは稼ぎたい 7”. 2018年1月10日閲覧。
8. ↑  “市場クロガネは稼ぎたい 8”. 2018年1月10日閲覧。
9. ↑  “市場クロガネは稼ぎたい 9”. 2018年1月10日閲覧。
10. ↑  “市場クロガネは稼ぎたい 10”. 2018年1月10日閲覧。
11. ↑  “市場クロガネは稼ぎたい 11”. 2018年1月10日閲覧。
12. ↑  “市場クロガネは稼ぎたい 12”. 2018年1月10日閲覧。
13. ↑  “市場クロガネは稼ぎたい 13”. 2018年1月10日閲覧。